# Cratere Copernicus (Marte)
Copernicus  è un cratere sulla superficie di Marte.